# La Justicière (film, 1922)
Pour les articles homonymes, voir La Justicière (homonymie).
Pour plus de détails, voir Fiche technique et Distribution.
La Justicière (titre original : The Crimson Challenge) est un western muet américain perdu, réalisé par Paul Powell et sorti en 1922.

## Synopsis
Dans la ville de Lost Valley, Buck Courtrey, propriétaire de saloon et chef politique, convoite Tharon, la fille de Jim Last, un petit éleveur. Lorsqu'il est repoussé par Tharon, il fait tuer Last. Tharon jure de se venger avec les armes de son père. Pour parvenir à ses fins, Tharon organise une bande de justiciers pour contrôler les activités de Courtrey. Apprenant que Tharon aime Billy, un cow-boy, Courtrey le kidnappe et menace de le tuer à moins que Tharon n'accepte de l'épouser lorsque celui-ci aura divorcé de sa femme Ellen. La femme de Courtrey informe Tharon de l'endroit où se trouve Billy, et elle le sauve à temps pour rejoindre les habitants de la ville qui attaquent le gang de Courtrey. Courtrey est poursuivi par Tharon, qui le tue et revient pour devenir la femme de Billy.

## Fiche technique
- Titre original : The Crimson Challenge
- Réalisation :  Paul Powell
- Scénario : Beulah Marie Dix, d'après un roman de Vingie E. Roe
- Photographie : Harry Perry
- Production : Famous Players-Lasky
- Distribution : Paramount Pictures
- Durée : 50 minutes
- Dates de sortie : 
  - États-Unis : 2 avril 1922[3],[4]
  - France : 9 mai 1924

## Distribution

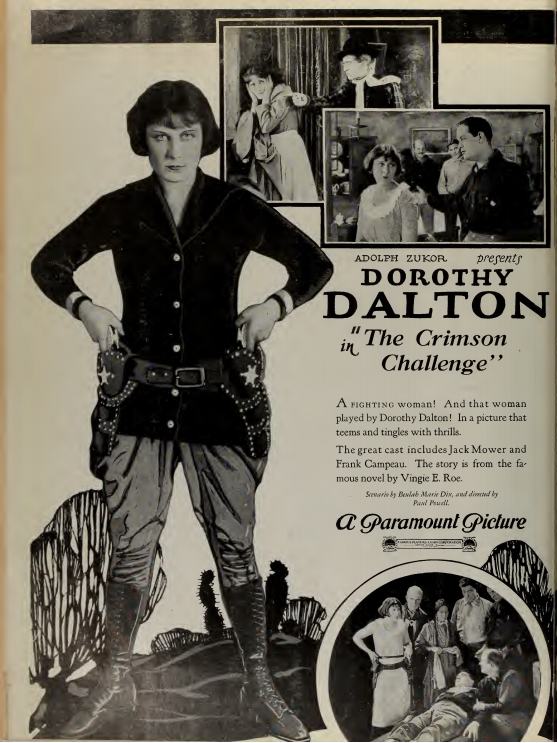
Publicité parue dans Film Daily.

- Dorothy Dalton : Tharon Last
- Jack Mower : Billy
- Frank Campeau : Buck Courtrey
- Irene Hunt : Ellen Courtrey
- Will R. Walling : Jim Last
- Howard Ralston : Clive
- Clarence Burton : Black Bart
- George Field : Wylackie
- Beulah Dark Cloud : Anita
- Fred Huntly : Conford